# Кисел, Аннемике
Аннеми́ке Ки́сел-Гриффью́н (нидерл. Annemieke Kiesel-Griffioen; род. 30 ноября 1979, Кокенген, Утрехт) — нидерландская футболистка и футбольный тренер и скаут. Первая женщина, посвящённая в рыцари Королевства Нидерландов.

## Карьера игрока

### Клубная
Начала заниматься футболом в команде «ОСВ Нита». Позднее выступала за команды «Вилнис» и «Састюм», в последнем провела 10 лет, вместе с ним завоевала шесть титулов чемпионки Нидерландов и три Кубка Нидерландов. В 2004 году отправилась в США выступать за команду «Шарлотт Леди Иглз», а затем вернулась в Европу. В Европе выступала сначала за английскую команду «Бристоль Экэдэми» (женский аналог Бристоль Роверз), а затем с 2005 по 2011 годы играла за немецкий «Дуйсбург 2001». В апреле 2011 года объявила о завершении игровой карьеры из-за проблем со здоровьем.

### В сборной
В сборной сыграла 156 матчей - это рекорд среди сборных королевства, ведь в мужской сборной рекордсменом является Уэсли Снейдер, сыгравший лишь 131 матч. Благодаря этому достижению (на тот момент рекордсменом был великий вратарь Эдвин ван дер Сар, отыгравший 130 матчей) 27 октября 2011 Аннемике была посвящена в рыцари Королевства Нидерландов. Первую игру провела 9 декабря 1995 против Франции. На чемпионате Европы 2009 в Финляндии выступала под номером 7 и сыграла большую роль в выходе команды Нидерландов в полуфинал: в матче против Украины она получила приз лучшего игрока по итогам встречи.
За сборную отличилась 19 раз.

## Карьера тренера
С сезона 2011/2012 занимала должность помощника тренера в клубе «ВВВ-Венло», в 2012 году возглавила молодёжную команду «Дуйсбурга».

## Награды

### Командные
- Чемпионка Нидерландов (6 раз): 1996, 1997, 1998, 1999, 2000, 2002[7]
- Победительница Кубка Нидерландов (3 раза): 1997, 1998, 2004[7]
- Обладательница Кубка УЕФА 2009 года[8]
- Победительница Кубка Германии (2 раза): 2009, 2010[8]

### Индивидуальные
- Лучший игрок чемпионата Нидерландов 2002/03